# 74509 Gillett
74509 Gillett este un asteroid din centura principală de asteroizi.

## Descriere
74509 Gillett este un asteroid din centura principală de asteroizi. A fost descoperit pe 22 martie 1999 la Fountain Hills (Arizona) de Charles W. Juels. Asteroidul prezintă o orbită caracterizată de o semiaxă mare de 3,11 ua, o excentricitate de 0,14 și o înclinație de 1,0° în raport cu ecliptica.